# Aranyoskám
Az Aranyoskám (eredeti cím: Tootsie)  1982-ben bemutatott amerikai romantikus vígjáték Sydney Pollack rendezésében. Az Oscar-díjas film további 29 díjat kapott, 10 Oscar-díjra és 23 egyéb díjra jelölték. 1998-ban az Amerikai Nemzeti Filmregiszter „kulturális értékei miatt” megőrzésre érdemesnek választotta be. 2000-ben az Amerikai Filmintézet az Aranyoskám-ot a „minden idők második legviccesebb filmje” címmel illette

## Cselekmény
1980-as évek, New York, USA
Michael Dorsey (Dustin Hoffman) színész nehezen talál magának munkát. A színészek körében 90-95% a munkanélküliség, ráadásul Michael szakmailag igényes, ezért vagy ő utasítja vissza a megbízást, vagy a rendezők rúgják ki. Eközben szenvedélyesen vezeti saját színészképzőjét (Sandy (Teri Garr), alkalmi barátnője is ide jár), és fontosnak tartja, hogy barátja, Jeff Slater (Bill Murray) darabját bemutassák, de annak színreviteléhez 8000 dollár lenne szükséges.
Sandy egy meghallgatásra megy egy szappanoperába (Southwest General), ahova Michael elkíséri, de Sandyt meghallgatás nélkül kirúgják. Michael úgy gondolja, nincs vesztenivalója és szakmailag is kihívásnak tekinti, hogy megfelelne-e női szerepre, ezért parókát húz, női ruhát vesz fel és kisminkeli magát. Az eredmény látszólag csúfos kudarc, mert őt sem hallgatják meg („nem ilyen karaktert keresünk”), de ő nem rejti véka alá a rendezővel és a szereppel kapcsolatos negatív véleményét. Az őszintesége szimpatikus a női producernek, ezért visszahívja a szerepre. Egy kórházsorozatban a főnővért kell alakítania. Az első forgatási napon az orvost játszó színész megpróbálja megcsókolni, erre Michael spontán módon reagál és fejbe csapja egy papírköteggel (ez nincs benne a szerepben). A történet alakulása sokszor Michael játékától függ, aki nem a leírt szerepet adja elő, hanem gyakran improvizál. Azonban a nézőknek tetszik a saját jogaiért és emberi méltóságáért kiálló karakter, és rajongói levelekkel árasztják el a stúdiót. Michael (aki a szerep kedvéért a Dorothy Michaels művésznevet használja) a szerepnek megfelelően nőként a magazinok címlapjaira kerül.
Már első találkozásukkor megtetszik neki Julie Nichols (Jessica Lange), aki egy nővért játszik a sorozatban. Julie időnként találkozgat a sorozat rendezőjével, aki azonban minden nőre kiveti a hálóját.  „Dorothy” és Julie barátnők lesznek, Julie meghívja „Dorothy”-t a lakásába (akkor kiderül, hogy van egy 14 hónapos kislánya, akire aznap a gyerekügyekben tapasztalatlan „Dorothy” vigyáz, amíg Julie a rendezővel randizik). Majd „Dorothy” elutazik Julie-vel Julie apjának házába. Les Nichols (Charles Durning) számára igen szimpatikus „Dorothy”, ő azonban igyekszik elkerülni, hogy kettesben legyen az özvegy férfival, aki udvarolni kezd neki. Nem sokkal később megkéri a kezét és egy gyűrűt ad neki.
Sandy botrányt csinál, mert arra gyanakszik, hogy Michael más nővel randizik (látja „Dorothy”-t bemenni az épületbe).
Michael panaszkodik az ügynökének (Sydney Pollack), és kéri, keressen módot rá, hogy abbahagyhassa a szerepet, mert idegileg nem bírja. Az ügynöke szerint erre jogilag nincs mód Michael szerződése miatt.
Julie félreérti „Dorothy” (vagyis Michael) viselkedését, és nem akar vele többet találkozni.
Michael a következő epizódban (ami technikai malőrök miatt ismét élő adásban megy) megint improvizál, és a szerepében maradva bevallja, hogy ő valójában férfi. Julie a monológja után odamegy hozzá, és hasba vágja.
Michael (immár kosztüm nélkül, férfiként) találkozik Julie apjával és visszaadja neki a gyűrűt. Michael megvárja Julie-t a stúdió kijáratánál, de Julie eleinte nem akar szóba állni vele, majd megenyhül, és beszélgetni kezdenek.

## Szereplők
| Színész         | Szerep                                        | Magyar hang        |
| --------------- | --------------------------------------------- | ------------------ |
| Dustin Hoffman  | Michael Dorsey / Dorothy Michaels             | Szakácsi Sándor    |
| Jessica Lange   | Julie Nichols, színésznő                      | Kútvölgyi Erzsébet |
| Teri Garr       | Sandy, színésznő, Michael barátnője           | Almási Éva         |
| Bill Murray     | Jeff Slater, színpadi szerző, Michael barátja | Gáti Oszkár        |
| Sydney Pollack  | George Fields, Michael ügynöke                | Szersén Gyula      |
| Charles Durning | Les Nichols, Julie apja                       | Szatmári István    |
| Dabney Coleman  | Ron Carlisle, a sorozat rendezője             | Tordy Géza         |
| George Gaynes   | John Van Horn nevű orvos a sorozatban         | Benkő Gyula        |
| Geena Davis     | April Page, színésznő                         | Rák Kati           |

## Megjelenése
A filmet Magyarországon 1985. február 21-én mutatták be a mozik. A DVD 2001. május 29-én jelent meg. Forgalmazó: Warner Home Video. A szinkronizált DVD-kiadás 2005 decemberében jelent meg. 

## Fogadtatás
Az amerikai filmkritikusok véleményét összegző Rotten Tomatoes 88%-ra értékelte 40 vélemény alapján.

## Fontosabb díjak, jelölések
BAFTA-díj (1984)
- díj: legjobb smink és maszk
- díj: legjobb férfi alakítás: Dustin Hoffman
- jelölés: legjobb film - Sydney Pollack, Dick Richards
- jelölés: legjobb rendező - Sydney Pollack
- jelölés: legjobb női mellékszereplő - Teri Garr
- jelölés: legjobb adaptált forgatókönyv - Murray Schisgal, Larry Gelbart
- jelölés: legjobb jelmeztervezés - Ruth Morley
- jelölés: legjobb eredeti filmdal
- jelölés: legjobb női alakítás - Jessica Lange

Golden Globe-díj (1983)
- díj: legjobb női mellékszereplő - Jessica Lange
- díj: legjobb színész – zenés film és vígjáték - Dustin Hoffman
- díj: legjobb film – zenés film és vígjáték
- jelölés: legjobb rendező - Sydney Pollack
- jelölés: legjobb forgatókönyv - Murray Schisgal, Larry Gelbart

Oscar-díj (1983)
- díj: legjobb női főszereplő - Jessica Lange
- díj: legjobb operatőr: Owen Roizman
- díj: legjobb hang
- jelölés: legjobb film - Dick Richards, Sydney Pollack
- jelölés: legjobb rendező - Sydney Pollack
- jelölés: legjobb férfi főszereplő - Dustin Hoffman
- jelölés: legjobb női mellékszereplő - Teri Garr
- jelölés: legjobb adaptált forgatókönyv - Larry Gelbart, Don McGuire, Murray Schisgal
- jelölés: legjobb eredeti filmdal
- jelölés: legjobb vágás - Fredric Steinkamp, William Steinkamp

César-díj (1984)
- jelölés: legjobb idegen nyelvű film - Sydney Pollack

## Forgatási helyszínek
- Hurley Mountain Inn, Hurley, New York, USA – (bár jelenet)
- Hurley, New York, USA
- National Video Center – 460 W. 42nd Street, Manhattan, New York City, New York, USA
- New York City, New York, USA
- Russian Tea Room – 150 W. 57th Street, Manhattan, New York City, New York, USA